# Пишање уз ветар
Пишање уз ветар је петнаести студијски албум музичке групе Рибља чорба.
Први албум који је група објавила након председничких избора 2000. године није имао много политички обојених песама. „Љубав овде више не станује“ је постао хит одмах по изласку албума. Политизована песма „Србин је луд“, је убрзо постала рок химна.
У реге песмама „Црно бели свет“ и „Црно бели свет (и опет)“ појављује се певач групе Eyesburn као гост на вокалима и труби. Пратеће вокале у песмама „Прокоцкан живот“ и „Чекајући човека“ отпевала је Марија Михајловић. У песмама „По ливади росној“ и „Хоћу, мајко, хоћу“ члановима бенда се придружио оркестар Бобана Марковића. Соло гитару у песми „Зашто сам отишао blues“ одсвирао је Божиновићев брат Зоран, а као гост у песми „Чекајући човека“ појављује се глумац Јосиф Татић.
У српском језику израз Пишање уз ветар је израз који означава инат; онај ко то ради — буде мокар!

## Списак песама
На албуму се налазе следеће песме:
1. Црно бели свет — 4:01
2. Србин је луд — 3:02
3. Љубав овде више не станује — 4:28
4. Душа није на продају — 6:03
5. Чивилук — 3:37
6. По ливади росној — 2:35
7. Хоћу, мајко, хоћу — 3:00
8. Дај ми лову — 3:04
9. Нека ме убије гром — 4:24
10. Чекајући човека — 5:22
11. Прокоцкан живот — 3:04
12. Зашто сам отишао blues — 5:08
13. Небески народ — 5:00
14. Црно бели свет (и опет) — 1:56

## Чланови групе
- Бора Ђорђевић — вокал
- Видоја Божиновић — гитара
- Миша Алексић — бас-гитара
- Вицко Милатовић — бубњеви
- Владимир Барјактаревић — клавијатуре